# Аул Узакбай Сыздыкбаева
Узакбай Сыздыкбаева (каз. Ұзақбай Сыздықбаев, до 1999 г. — Жанаарык) — аул в Сарысуском районе Жамбылской области Казахстана. Административный центр Жанаарыкского сельского округа. Код КАТО — 316037100.

## Население
В 1999 году население аула составляло 955 человек (492 мужчины и 463 женщины). По данным переписи 2009 года, в ауле проживало 878 человек (449 мужчин и 429 женщин).